# Luzinay
Luzinay és un municipi francès situat al departament de la Isèra i a la regió d'Alvèrnia-Roine-Alps. L'any 2007 tenia 2.194 habitants.

## Demografia

### Població
El 2007 la població de fet de Luzinay era de 2.194 persones. Hi havia 753 famílies de les quals 104 eren unipersonals (56 homes vivint sols i 48 dones vivint soles), 222 parelles sense fills, 399 parelles amb fills i 28 famílies monoparentals amb fills.
La població ha evolucionat segons el següent gràfic:
Habitants censats

### Habitatges
El 2007 hi havia 799 habitatges, 761 eren l'habitatge principal de la família, 10 eren segones residències i 27 estaven desocupats. 762 eren cases i 36 eren apartaments. Dels 761 habitatges principals, 668 estaven ocupats pels seus propietaris, 84 estaven llogats i ocupats pels llogaters i 9 estaven cedits a títol gratuït; 1 tenia una cambra, 13 en tenien dues, 55 en tenien tres, 235 en tenien quatre i 457 en tenien cinc o més. 675 habitatges disposaven pel capbaix d'una plaça de pàrquing. A 222 habitatges hi havia un automòbil i a 512 n'hi havia dos o més.

### Piràmide de població
La piràmide de població per edats i sexe el 2009 era:
| Homes | Edats   | Dones |
| ----- | ------- | ----- |
| 0     | 95 o +  | 0     |
| 0     | 90 a 94 | 4     |
| 4     | 85 a 89 | 4     |
| 8     | 80 a 84 | 4     |
| 28    | 75 a 79 | 16    |
| 32    | 70 a 74 | 40    |
| 20    | 65 a 69 | 20    |
| 44    | 60 a 64 | 52    |
| 44    | 55 a 59 | 24    |
| 84    | 50 a 54 | 68    |
| 120   | 45 a 49 | 92    |
| 96    | 40 a 44 | 108   |
| 64    | 35 a 39 | 100   |
| 60    | 30 a 34 | 64    |
| 32    | 25 a 29 | 28    |
| 36    | 20 a 24 | 16    |
| 84    | 15 a 19 | 56    |
| 100   | 10 a 14 | 96    |
| 92    | 5 a 9   | 80    |
| 44    | 0 a 4   | 52    |

## Economia
El 2007 la població en edat de treballar era de 1.444 persones, 1.097 eren actives i 347 eren inactives. De les 1.097 persones actives 1.038 estaven ocupades (561 homes i 477 dones) i 58 estaven aturades (22 homes i 36 dones). De les 347 persones inactives 113 estaven jubilades, 145 estaven estudiant i 89 estaven classificades com a «altres inactius».

### Ingressos
El 2009 a Luzinay hi havia 780 unitats fiscals que integraven 2.214,5 persones, la mediana anual d'ingressos fiscals per persona era de 22.202 €.

### Activitats econòmiques
Dels 76 establiments que hi havia el 2007, 1 era d'una empresa extractiva, 1 d'una empresa alimentària, 1 d'una empresa de fabricació de material elèctric, 4 d'empreses de fabricació d'altres productes industrials, 13 d'empreses de construcció, 14 d'empreses de comerç i reparació d'automòbils, 6 d'empreses de transport, 3 d'empreses d'hostatgeria i restauració, 3 d'empreses d'informació i comunicació, 3 d'empreses immobiliàries, 14 d'empreses de serveis, 6 d'entitats de l'administració pública i 7 d'empreses classificades com a «altres activitats de serveis».
Dels 24 establiments de servei als particulars que hi havia el 2009, 1 era una oficina de correu, 4 tallers de reparació d'automòbils i de material agrícola, 4 paletes, 4 guixaires pintors, 1 fusteria, 1 lampisteria, 2 electricistes, 1 empresa de construcció, 1 perruqueria, 1 restaurant, 2 agències immobiliàries i 2 salons de bellesa.
Dels 3 establiments comercials que hi havia el 2009, 1 era una botiga de menys de 120 m², 1 una fleca i 1 una floristeria.
L'any 2000 a Luzinay hi havia 43 explotacions agrícoles que ocupaven un total de 940 hectàrees.

## Equipaments sanitaris i escolars
El 2009 hi havia 1 escola maternal i 1 escola elemental.

## Poblacions més properes
El següent diagrama mostra les poblacions més properes.